# Вышивка бисером

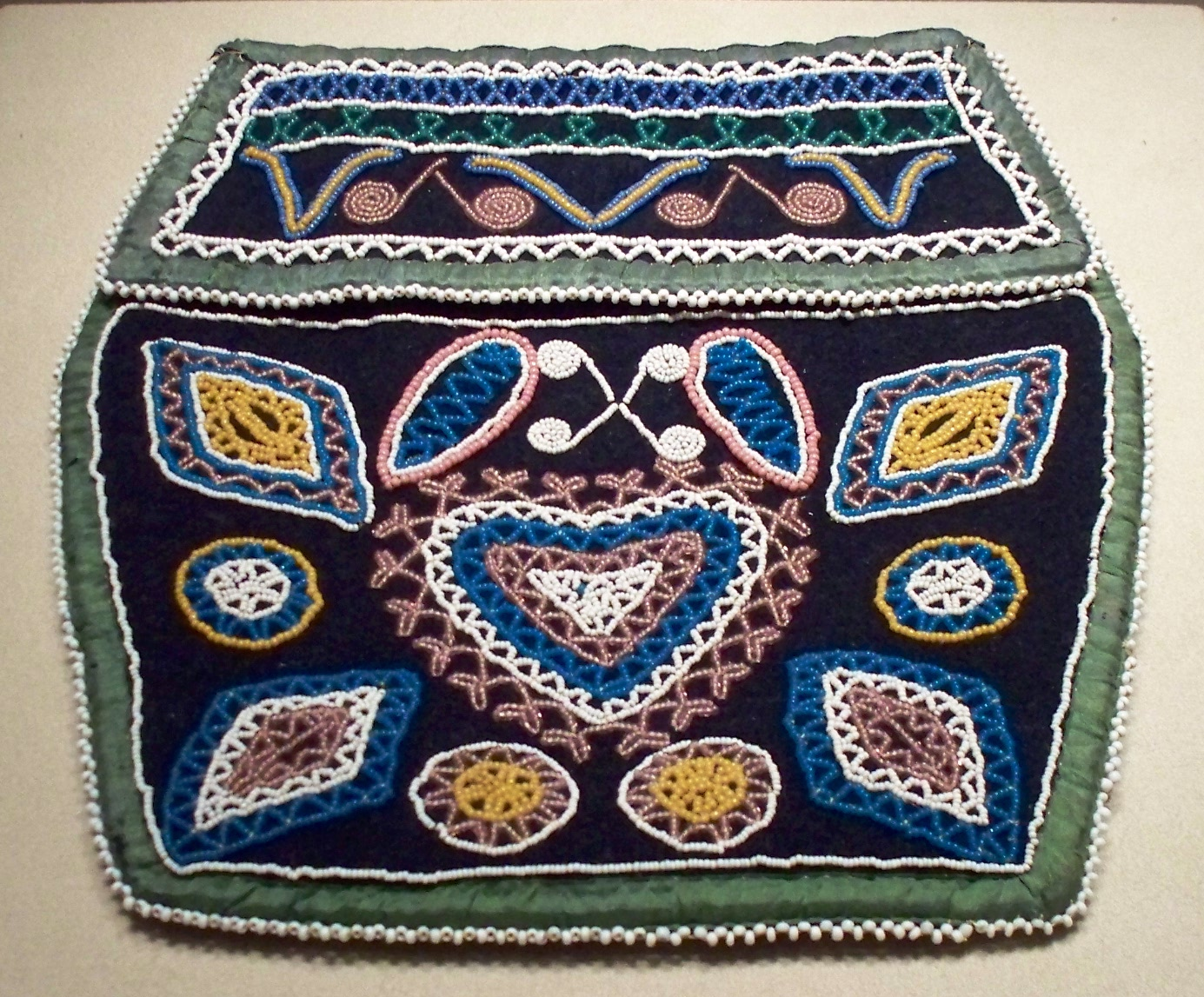
Женская сумка, вышитая бисером, Микмаки, рубеж XIX-XX веков

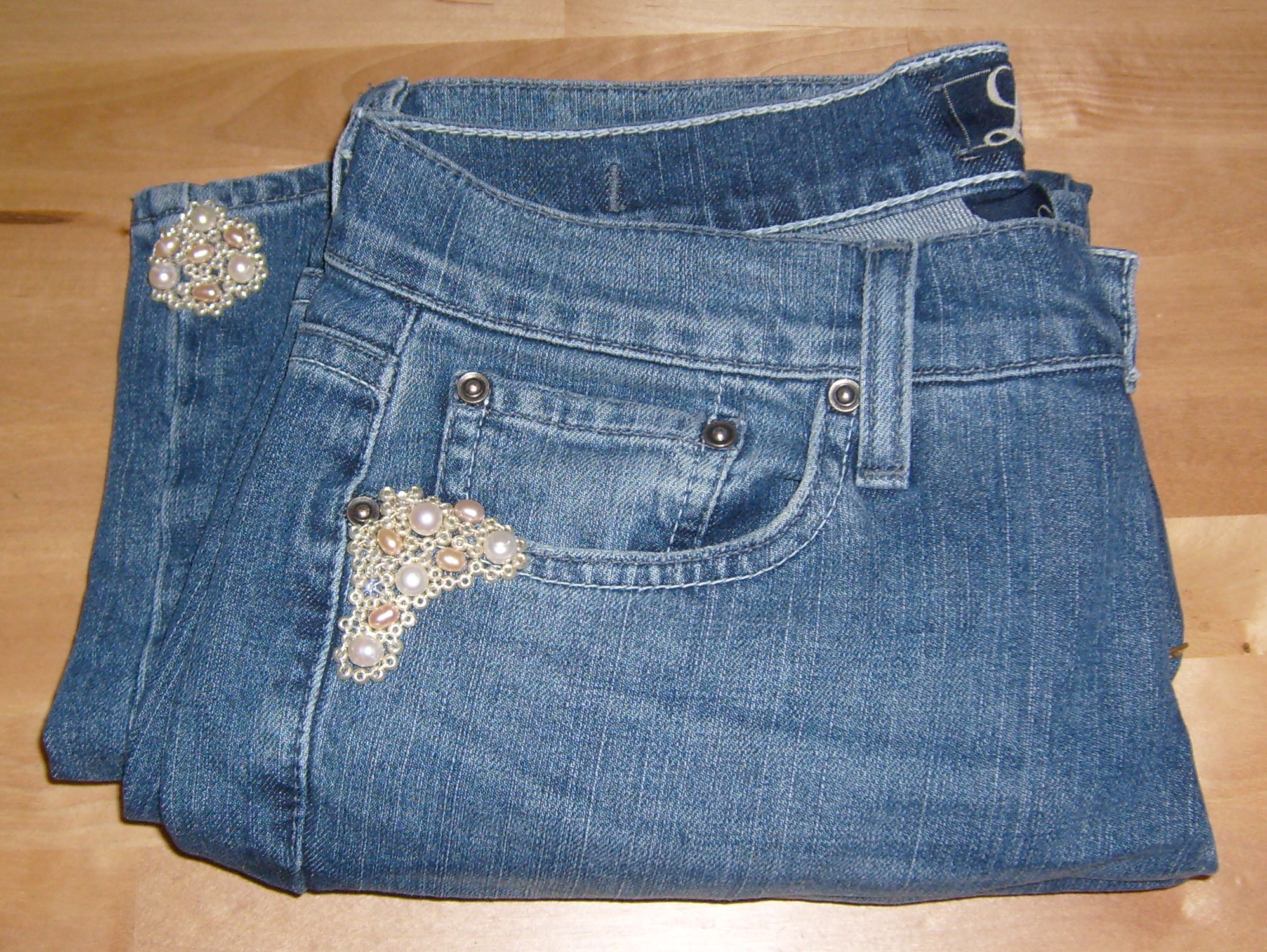
Джинсы, украшенные вышивкой бисером и жемчугом

Вышивка бисером — один из видов бисерного рукоделия, при котором бусины пришиваются к поверхности ткани или кожи, образуя узор. В отличие от бисероплетения вышивка бисером не является неотъемлемой частью структуры изделия и всегда производится на уже готовую ткань. Традиционно используется для украшения одежды, других текстильных изделий, предметов домашнего обихода.

## История

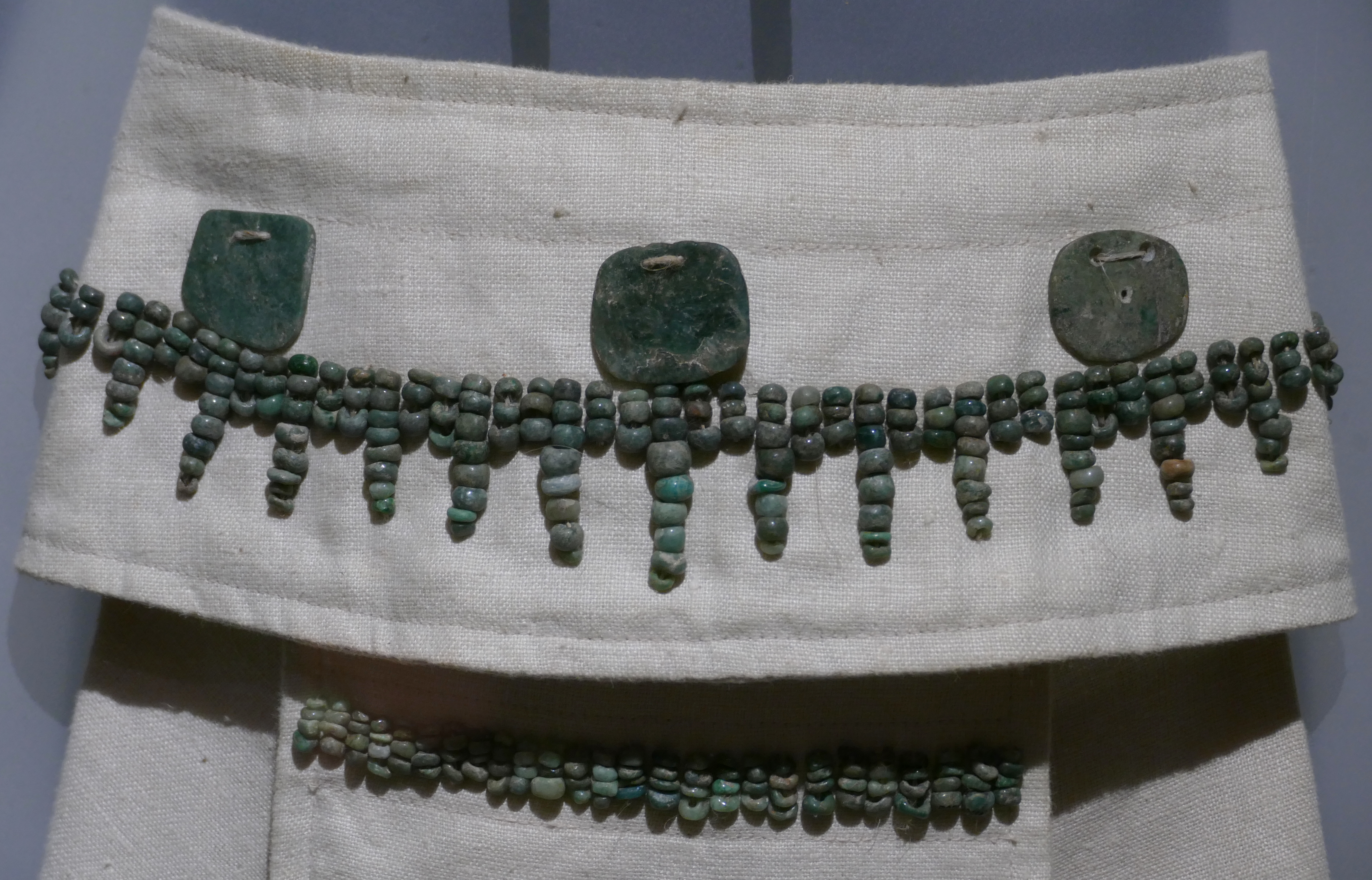
Реконструкция церемониального пояса Майя с рядами пришитых нефритовых бусин. Оригинал найден в Калакмуле и датирован 660—750 годами н. э.

Археологические находки в Южной и Северной Америке показывают богатую историю вышивки бисером, традиционными материалами для которого были иглы дикообраза и бусины из ракушек или семян, только с приходом европейцев начал встречаться стеклянный бисер. Наиболее ранние известные экземпляры бисерных аппликаций в Северной Америке относятся к народам региона Великих озёр. После колонизации Америки вышивка бисером стала для коренных народов одним из способов сохранения своей культуры.
Вышивка бисером представлена в истории Европы начиная со Средних веков, когда таким образом украшали шляпы и одежду.

## Техника вышивки бисером
В зависимости от направления работы различают вышивание вертикальными и горизонтальными рядами. Каждая бисеринка крепится в собственной клетке канвы.
Применяемые способы крепления бусин:
- Шов «Монастырский»: На каждый стежок приходится одна бусина, делается диагональный стежок и нить уходит на изнанку близко к бусине. На изнанке делается вертикальный стежок, нить снова выходит на лицевую сторону и делается ещё один диагональный стежок с бусиной. Таким образом, с лицевой стороны получаются диагональные стежки с нанизанными на них бисеринками, а с изнаночной стороны стежки вертикальные.
- «Строчный» шов: На каждый стежок приходится одна новая бусина, стежки идут в противоположном вышивке направлении — вторая бусина пришивается от начала к третьей к концу первой, и так далее. По завершении каждого ряда через выполненный строчной шов протягивается дополнительная нить для придания вышивке дополнительной жёсткости.
- «Стебельчатый» шов: На каждом стежке одна новая бусина, но пришивание идёт по две, с захватом предыдущей. При этом способе шитья вышивка получается довольно плотной.
- «Арочный» шов: Применяется, если не требуется плотного прижима бисеринок к ткани или желательно, чтобы вышивка не была жёсткой. На каждый стежок приходится несколько бусин, но к ткани крепится только одна из них, находящуася на пересечении стежков. При этом способе шитья бусины располагаются более свободно, вышивка получается менее жёсткой.

В вышивании бисером для получения качественного результата необходимо соблюдение ряда правил:
- бисер должен быть пришит ровно и с одинаковым наклоном[3];
- элемент основного рисунка должен быть в центре вышивки и выделяться отделкой;
- все бусины должны быть одинакового размера;
- полотно для вышивания должно туго натягиваться, для этого используются гобеленовые рамы или пяльцы;
- нитки обычно используют синтетические и хромированные, многие пользуются леской;
- цвет нити должен совпадать с цветом канвы;
- по канве вышивка выполняется рядами;
- длина нити на один ряд должна быть в 4-5 раз длиннее самой ширины вышивки;
- число бисера в ряду должно равняться числу клеток в строке схемы.

В специализированных магазинах товаров для рукоделия продаются разнообразные наборы для вышивания бисером, содержащие всё необходимое: бисер, канву, схему, руководство по вышиванию. Канва как правило имеет нанесённый рисунок — схему для облегчения процесса работы. Перед началом работы ткань с нанесенным рисунком рекомендуется натянуть на деревянную рамку при помощи кнопок, также можно вышивать на пяльцах прямоугольной формы. Вышивать лучше капроновыми или хлопчатобумажными нитками, можно использовать 100 % РЕ, белого или бежевого цвета в одну нить. Вощение нити помогает предотвратить её спутывание. Для темной ткани или вышивки бисером одного цвета подбирают нитки в тон. Для золотого бисера подходят серые нитки. Чересчур длинная нитка перекручивается и перетирается. В основном бисер пришивается в технике «полу-крест» с постоянным соблюдением направления диагонали. Как правило, для бисера используют тонкие и длинные иглы — чаще иглы № 10 и 12.